# L'Enseigne
L'Enseigne est une gravure sur cuivre au burin réalisée vers 1502 par l'artiste de la Renaissance allemande Albrecht Dürer (1471-1528).

## Histoire
L'Enseigne de Dürer constitue l'une des plus anciennes représentations entièrement consacrée à cette fonction militaire et s'inscrit vraisemblablement dans un contexte de ferveur patriotique, à une époque où les troupes impériales se préparent à faire face à la menace ottomane.

## Analyse
La silhouette, bien qu'habillée, est en réalité traitée à la façon d'un nu. L'Enseigne apparait ainsi comme une étape décisive des réflexions de Dürer sur les proportions idéales du corps humain. La connaissance de l'Apollon du Belvédère y est nettement perceptible. Par son contrapposto, la position de la tête et l'attention portée au mouvement du bras, le corps de l'enseigne semble annoncer celui d'Adam dans la célèbre gravure d'Adam et Ève de 1504.

## Postérité

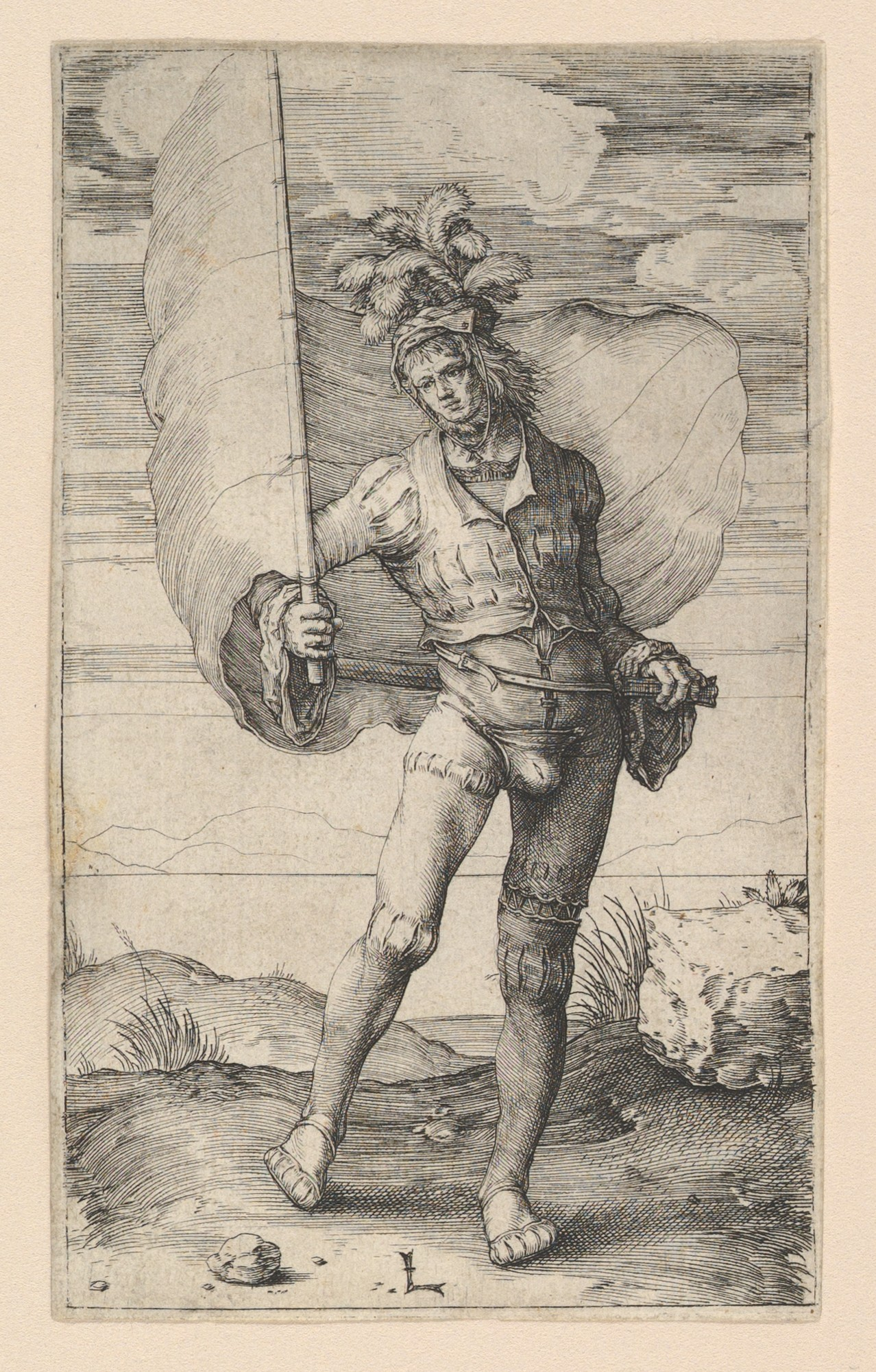
Lucas van Leyden, Le Porte-étendard.

Le Porte-étendard de Lucas van Leyden (vers 1510) s'inspire indubitablement de la gravure de Dürer, même s'il s'en détache à bien des égards, notamment par le costume et en donnant davantage d'ampleur au drapeau, qui ne porte aucune trace de l'emblème bourguignon.